# Wacław Drewski
Wacław Radwan-Drewski (ur. 16 czerwca 1888 w Grabowie nad Pilicą, zm. 1940 w ZSRR) – major kawalerii Wojska Polskiego, ofiara zbrodni katyńskiej.

## Życiorys
Urodził się 16 czerwca 1888 w Grabowie nad Pilicą jako syn Szymona. Po odzyskaniu przez Polskę niepodległości został przyjęty do Wojska Polskiego. Został awansowany na stopień rotmistrza kawalerii ze starszeństwem z dniem 1 czerwca 1919. W 1923, 1924 był oficerem 7 pułku ułanów (Mińsk Mazowiecki), w tym w 1923 jako oficer nadetatowy służył w Szefostwie Remontu Dowództwa Okręgu Korpusu Nr I. Został awansowany do stopnia majora kawalerii ze starszeństwem z dniem 1 stycznia 1927. W kwietniu 1928 został przeniesiony z 7 do 13 pułku ułanów w Nowej Wilejce na stanowisko kwatermistrza. W lipcu 1929 został zwolniony z zajmowanego stanowiska i oddany do dyspozycji dowódcy Okręgu Korpusu Nr III, a z dniem 28 lutego 1930 przeniesiony w stan spoczynku. W 1934 jako oficer w stanie spoczynku pozostawał w ewidencji Powiatowej Komendy Uzupełnień Łódź Miasto II. Posiadał przydział do Oficerskiej Kadry Okręgowej nr IV. Był wówczas „przewidziany do użycia w czasie wojny”.
Po wybuchu II wojny światowej, kampanii wrześniowej 1939 i agresji ZSRR na Polskę z 17 września 1939 został aresztowany przez Sowietów. Na wiosnę został zamordowany przez NKWD. Jego nazwisko znalazło się na tzw. Ukraińskiej Liście Katyńskiej opublikowanej w 1994 (został wymieniony na liście wywózkowej 56/3-85 oznaczony numerem 967). Ofiary tej części zbrodni katyńskiej zostały pochowane na otwartym w 2012 Polskim Cmentarzu Wojennym w Kijowie-Bykowni.

## Odznaczenia
- Krzyż Walecznych
- Medal Międzyaliancki